# استاندارد زمانی
استاندارد زمانی استاندارد زمان (انگلیسی: Time standard) مشخصه‌ای برای اندازه‌گیری زمان است: یا سرعتی که
زمان در آن می‌گذرد، یا نقاطی در زمان، یا هر دو. در دوران مدرن، چندین مشخصهٔ زمانی رسماً به‌عنوان استاندارد شناخته شده‌است، که قبلاً این‌ها مواردی از عرف و عمل بودند. نمونه‌ای از یک نوع استاندارد زمانی می‌تواند مقیاس زمانی باشد که روشی را برای اندازه‌گیری تقسیم زمان مشخص می‌کند. یک استاندارد برای زمان رسمی می‌تواند هم فواصل زمانی و هم‌زمان روز را مشخص کند.
اندازه‌گیری‌های استاندارد زمان با استفاده از یک ساعت برای شمارش دوره‌های تغییرات دوره‌ای انجام می‌شوند که ممکن است تغییرات یک پدیده طبیعی یا یک ماشین مصنوعی باشد.
از نظر تاریخی، استانداردهای زمانی اغلب بر اساس دورهٔ چرخشی زمین بود. از اواخر سدهٔ ۱۸ تا سدهٔ ۱۹ فرض بر این بود که سرعت چرخش روزانه زمین ثابت است. مشاهدات نجومی از انواع مختلف، از جمله رکوردهای کسوف، که در قرن نوزدهم مورد مطالعه قرار گرفت، این ظن را ایجاد کرد که سرعت چرخش زمین به تدریج کاهش می‌یابد و بی‌نظمی‌های کوچکی را نیز نشان می‌دهد، و این موارد در اوایل قرن بیستم تأیید شد. استانداردهای زمانی مبتنی بر چرخش زمین برای استفاده‌های نجومی از سال ۱۹۵۲ به بعد با یک استاندارد زمانی زودگذر بر اساس دوره مداری زمین و در عمل بر اساس حرکت ماه جایگزین شد (یا در ابتدا تکمیل شد). اختراع ساعت اتمی سزیم در سال ۱۹۵۵ منجر به جایگزینی استانداردهای زمانی قدیمی‌تر و صرفاً نجومی، برای بیشتر اهداف عملی، با استانداردهای زمانی جدیدتر مبتنی بر زمان اتمی شده‌است.
انواع مختلفی از ثانیه و روز به عنوان فاصله زمانی پایه برای اکثر مقیاس‌های زمانی استفاده می‌شود. دیگر فاصله‌های زمانی (دقیقه، ساعت و سال) معمولاً بر اساس این دو تعریف می‌شوند